# Sailly-Flibeaucourt
Sailly-Flibeaucourt – miejscowość i gmina we Francji, w regionie Hauts-de-France, w departamencie Somma.
Według danych na rok 2011 gminę zamieszkiwało 1013 osób, a gęstość zaludnienia wynosiła 95 osób/km² (wśród 2293 gmin Pikardii Sailly-Flibeaucourt plasuje się na 298. miejscu pod względem liczby ludności, natomiast pod względem powierzchni na miejscu 413.).